# Patrimoine mosan en Wallonie

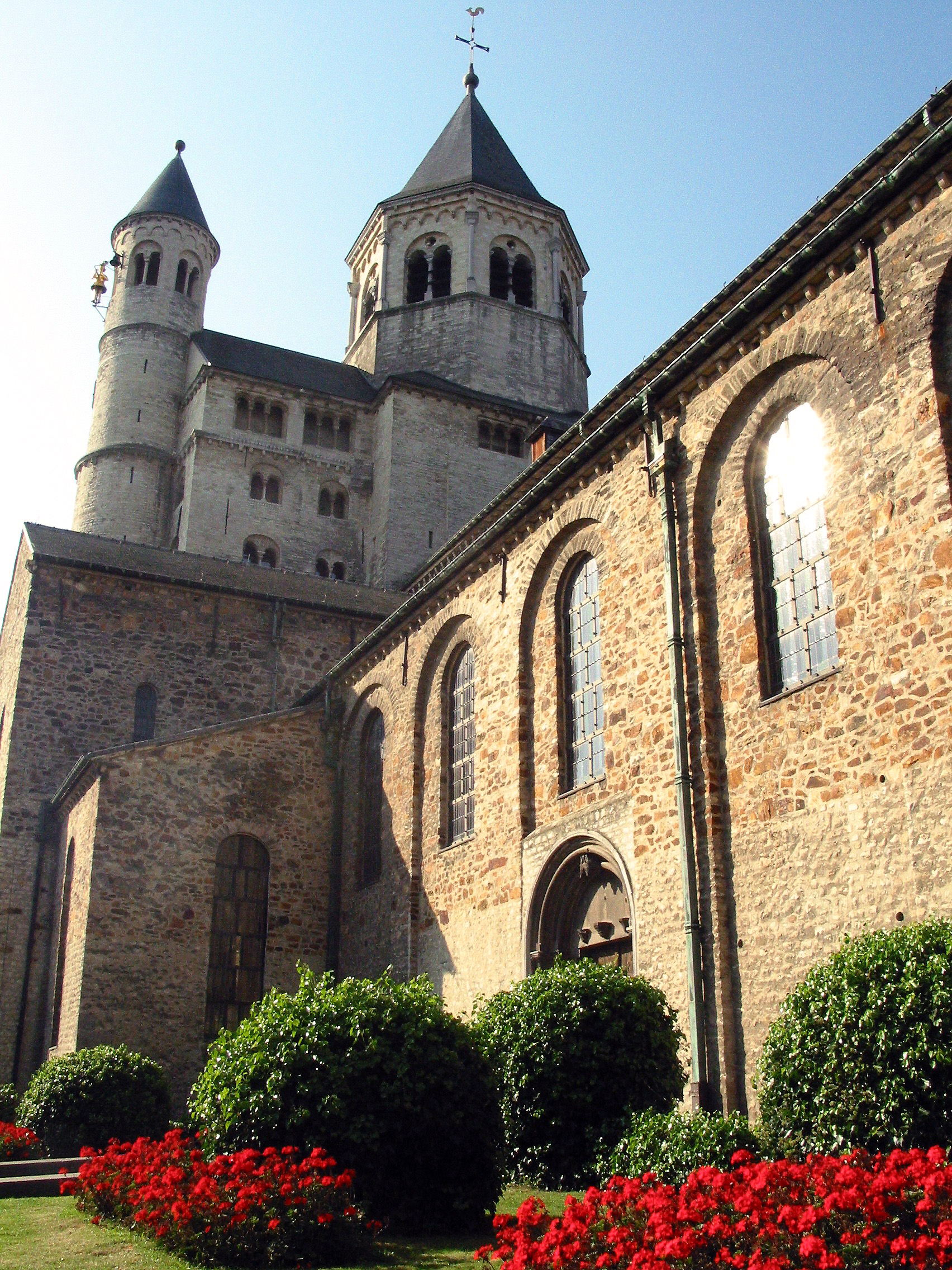
La collégiale Sainte-Gertrude de Nivelles est consacrée en 1046 en présence de l'empereur Henri III et de l’évêque de Liège Wazon.

L’Art mosan, art roman d'influence carolingienne et ottonienne s'est développé dans la vallée de la Meuse, du XIe au XIIIe siècle. La région mosane correspond aux frontières de l'ancien diocèse de Liège qui s'étendait en grande partie dans le territoire de l'actuelle Wallonie.
Aujourd'hui, la Wallonie conserve un important patrimoine artistique mosan, bien que de nombreuses œuvres majeures aient été dispersées dans les plus grands musées d'Europe et des États-Unis.

## Contexte historique

L'Empire vers l'an mil

L'architecture ottonienne participe à une renaissance et la volonté des empereurs de la nouvelle dynastie ottonienne de restaurer le Saint-Empire romain germanique. Elle s'étend de la Mer du Nord et de la Baltique aux régions alpines et de la Saône au-delà de l'Elbe et de Magdebourg. En 980, l'empereur germanique Otton II accorde des pouvoirs séculiers à l'évêque Notger qui devient le premier prince-évêque. Ce domaine va progressivement s'accroître, s'émanciper de l’Empire et devenir un État indépendant, la Principauté de Liège, État qui ne recouvrira jamais, en son maximum d’extension, qu’un tiers environ du diocèse. Au Xe siècle, Liège, surnommée l'Athènes du Nord, devient la capitale d'une puissante principauté épiscopale, grâce à l'action des évêques Éracle, Notger et Wazon. La ville devient un des principaux centres intellectuels d'Europe occidentale. Ses écoles sont célèbres jusqu'au XIIe siècle, de nombreux étudiants brillants, originaires de diverses contrées, y sont formés. Sept collégiales s'élèvent alors dans la ville, en plus de la cathédrale, où est enterré saint Lambert. Deux abbayes bénédictines s'y ajoutent : Saint-Jacques et Saint-Laurent. Tous ces bâtiments religieux forment comme une couronne d'églises autour de la cathédrale, épicentre religieux et politique du diocèse, cœur de la cité de saint Lambert. En 1096, départ en croisade de Godefroid de Bouillon, duc de Basse Lotharingie. Du XIe au XIIIe siècle, épanouissement de l’Art mosan, art roman d'influence carolingienne et ottonienne, dans l'ancien diocèse de Liège qui avait de solides liens politiques avec les empereurs du Saint-Empire romain germanique et les évêques de Cologne. Développement des abbayes mosanes : Saint-Laurent de Liège, Stavelot, Nivelles, Aulne, Floreffe, Florennes, Flône, Celles, Gembloux et Lobbes. Individualisation de la langue wallonne dans la partie romane du diocèse de Liège.

## Œuvres majeures
- Les Fonts baptismaux de Saint-Barthélemy à Liège sont un chef-d'œuvre d'orfèvrerie, attribué à Renier de Huy[3],[4], et réalisé entre 1107 et 1118. Les passionnés de l'art mosan[5] les présentent comme « une des sept merveilles de Belgique ».

- La châsse de Notre-Dame est un reliquaire mosan réalisé en 1205, par Nicolas de Verdun, pour la cathédrale Notre-Dame de Tournai qui est considéré comme le chef-d'œuvre du style 1 200 et fait partie des sept merveilles de Belgique.

- Le trésor d'Hugo d'Oignies est un ensemble de chefs-d'œuvre d'orfèvrerie mosane créé au XIIIe siècle par Hugo d'Oignies, moine du prieuré d'Oignies, considéré comme « une des sept merveilles de Belgique ».

- La Bible de Lobbes est un manuscrit enluminé daté de 1084. Cette Bible, réalisée par le moine Goderan à l’abbaye de Lobbes, se trouve aujourd'hui au musée du Séminaire de Tournai.

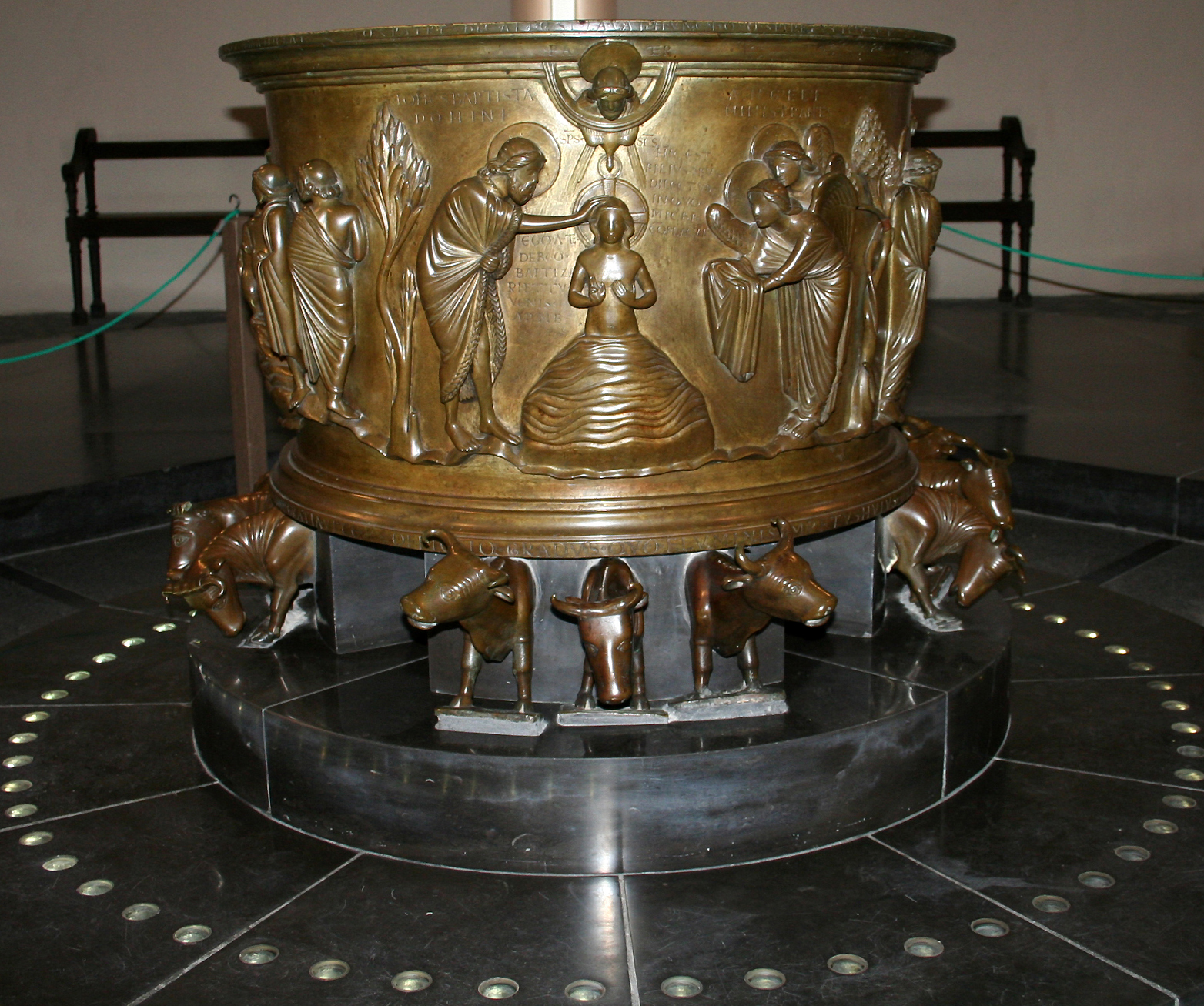
Fonts baptismaux de Saint-Barthélemy : Le baptême du Christ, par Renier de Huy, Liège
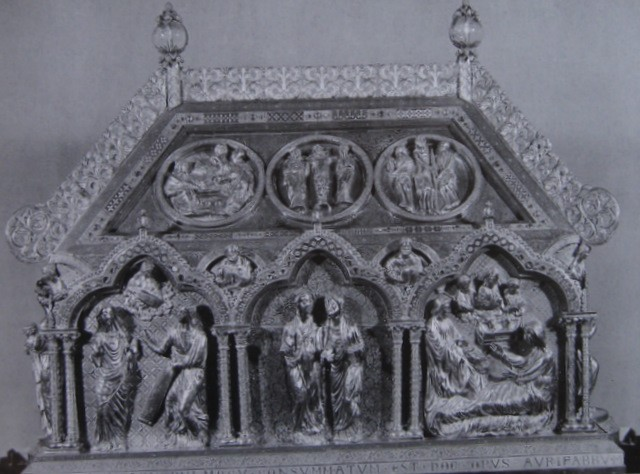
Châsse de Notre-Dame, par Nicolas de Verdun, 1205, cathédrale Notre-Dame de Tournai
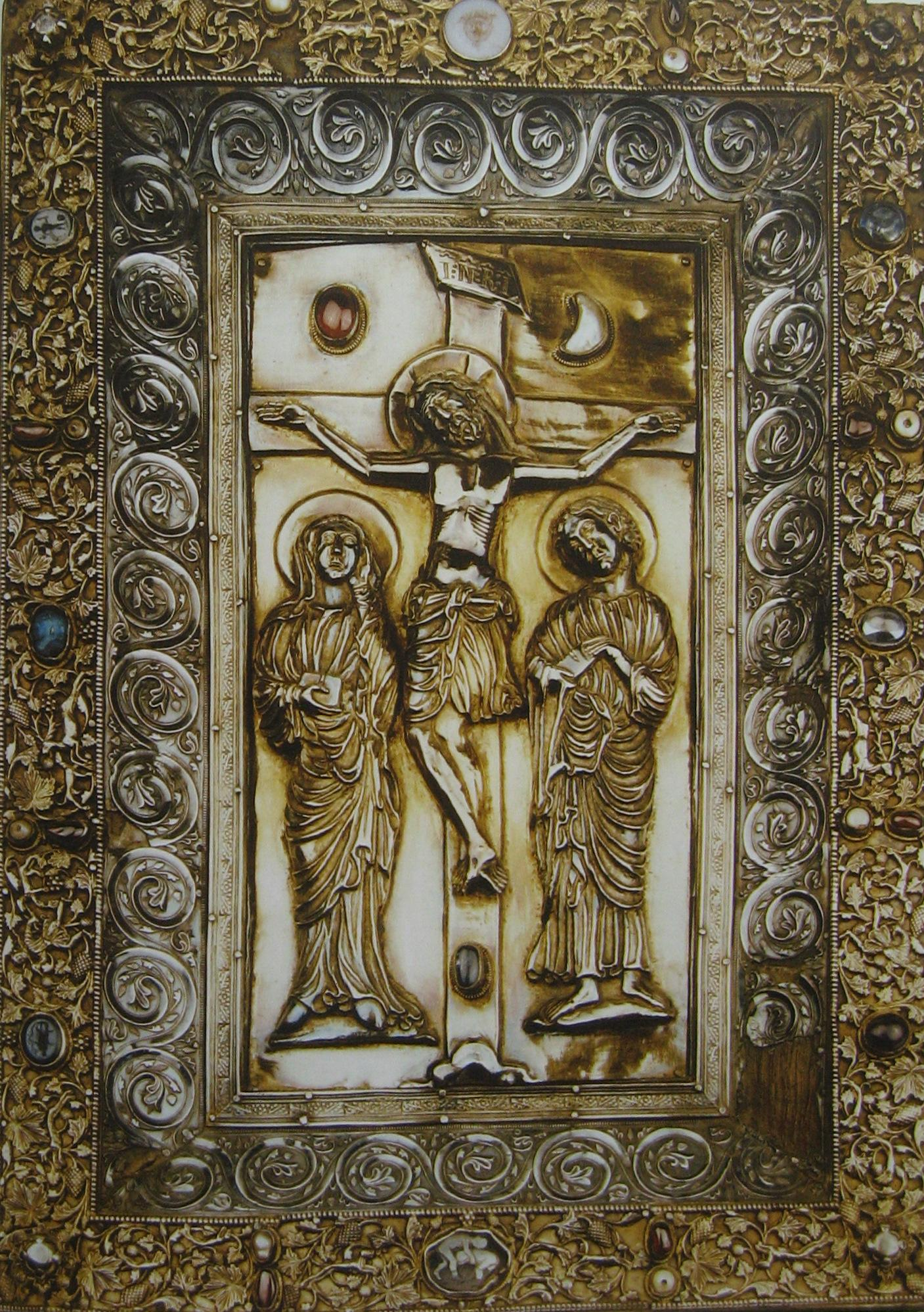
Reliure d'un évangéliaire, par Hugo d'Oignies, 1228-1230, trésor d'Hugo d'Oignies, Namur

## Architecture religieuse
La zone de diffusion de l'art mosan qui compte des villes telles Maastricht et Aix-la-Chapelle, subit l'influence de l'art carolingien dont elle est en quelque sorte le prolongement. La région la plus riche est celle de la Wallonie et des pays de la Meuse avec l'abbatiale de Celles-les-Dinant, le prieuré de Hastière-par-Delà de 1033-1035, la collégiale Saint-Denis de Liège dont il reste des murs des environs de l'an mil, Wessem près de Ruremonde aussi de l'an mil et Aubechies. Le chef-d'œuvre de cette architecture est la collégiale Sainte-Gertrude de Nivelles dont le massif occidental du XIIe siècle remplace un autre chœur carolingien ou ottonien. On peut dater les débuts de construction vers l'an mil avec une consécration en 1046, le transept vers 1050 et le chœur oriental peu après. L'abbatiale de Morienval dans son état du XIe siècle peut aussi être rattachée à ce même courant architectural.
La Wallonie abrite de nombreuses églises mosanes :
- Collégiale Saint-Barthélemy, à Liège
- Collégiale Saint-Jean, à Liège
- Collégiale Saint-Feuillen, à Fosses-la-Ville
- collégiale Saint-Hadelin, à Celles
- collégiale Saint-Georges et Sainte-Ode, à Amay
- Église Saint-Étienne, à Waha
- Collégiale Sainte-Gertrude de Nivelles
- Église paroissiale Saint-Martin à Tourinnes-la-Grosse
- Église paroissiale Notre-Dame, à Wierde
- Église Saint-Remacle d'Ocquier
- Église Saint-Pierre de Xhignesse
- Église paroissiale Saint-Martin, à Orp-le-Grand
- Église Saint-Médard de Jodoigne
- Chapelle Sainte-Marguerite, à Ollomont (Houffalize)

Certaines abbayes mosanes ont subsisté malgré l'usure du temps :
- Abbaye de Nivelles,
- Abbaye d'Aulne,
- Abbaye de Floreffe,
- Abbaye de Celles,
- Abbaye de Villers-la-Ville.

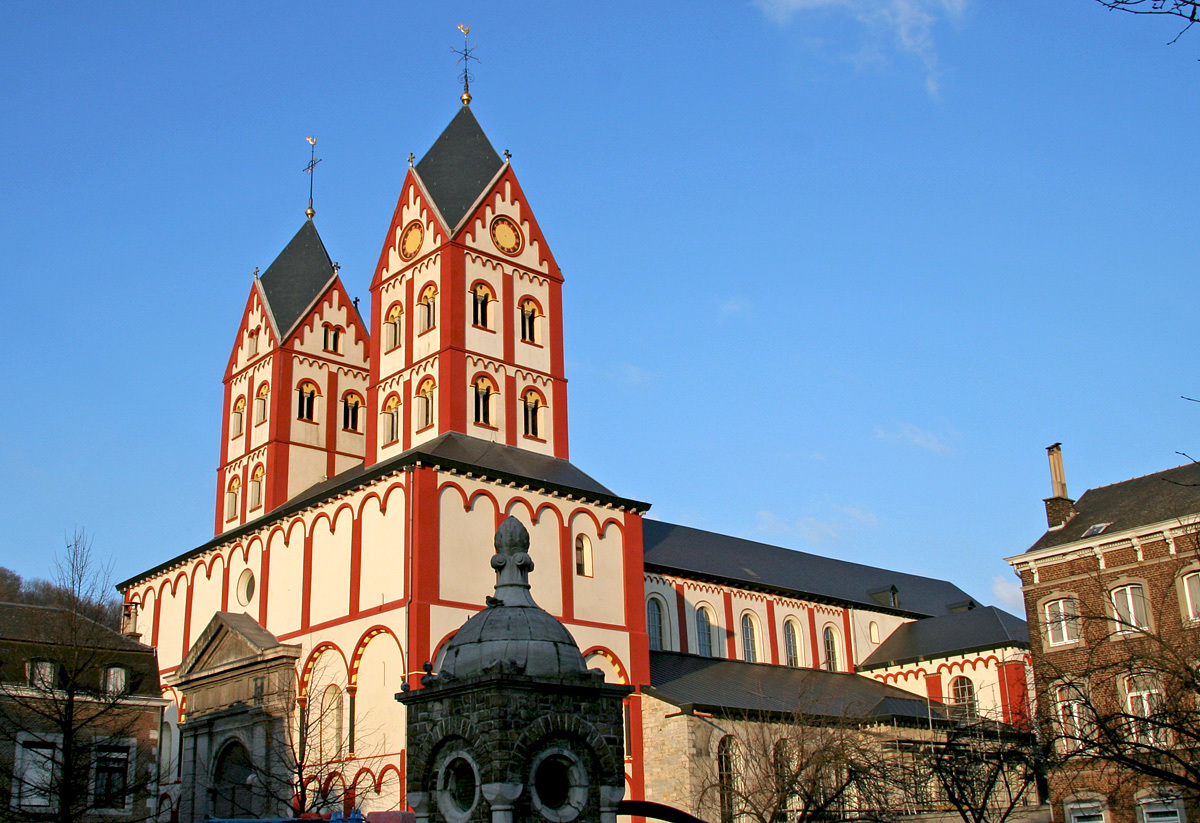
Collégiale Saint-Barthélemy de Liège
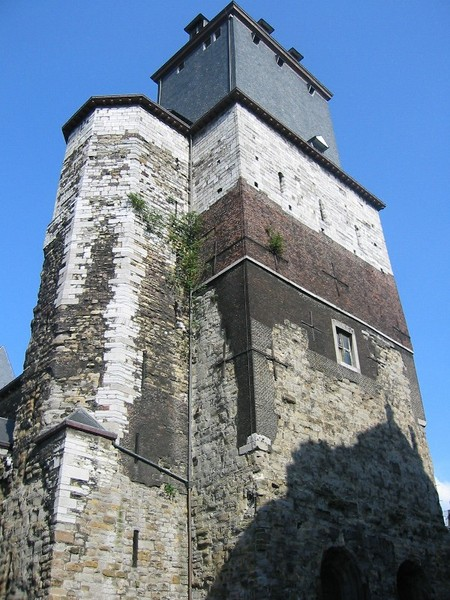
Façade occidentale de l'église Saint-Denis, Liège
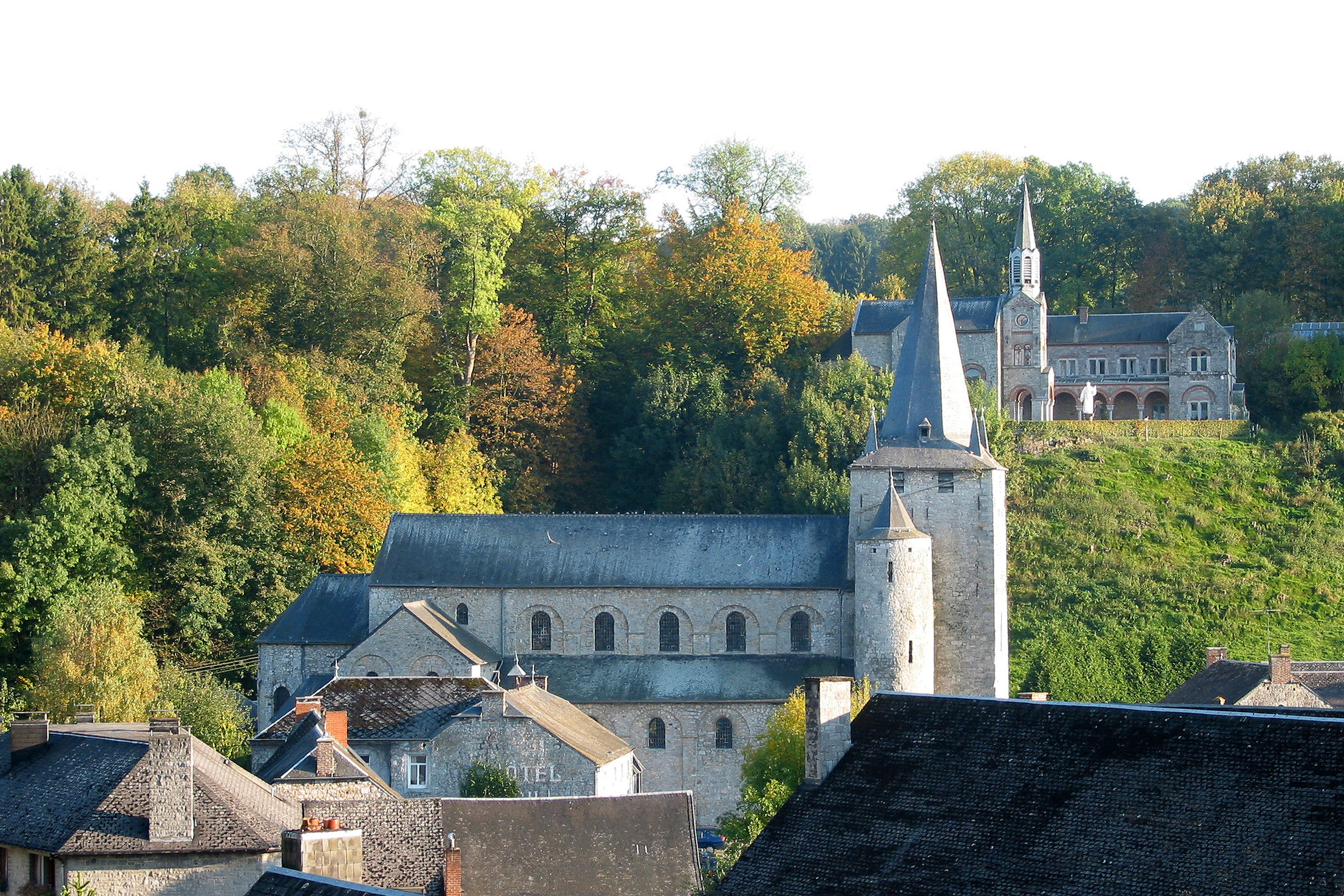
Collégiale Saint-Hadelin, Celles
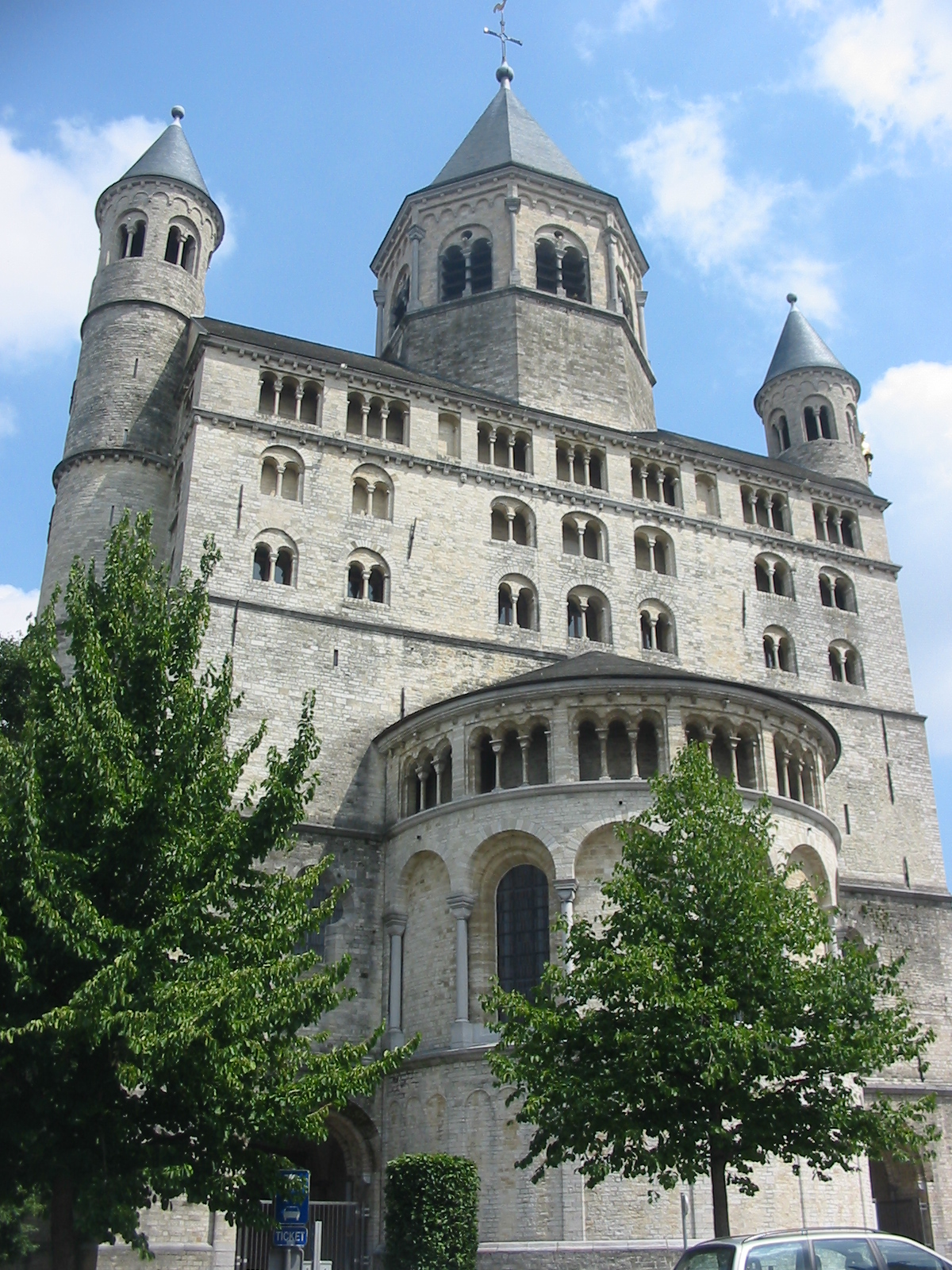
Église abbatiale de Nivelles
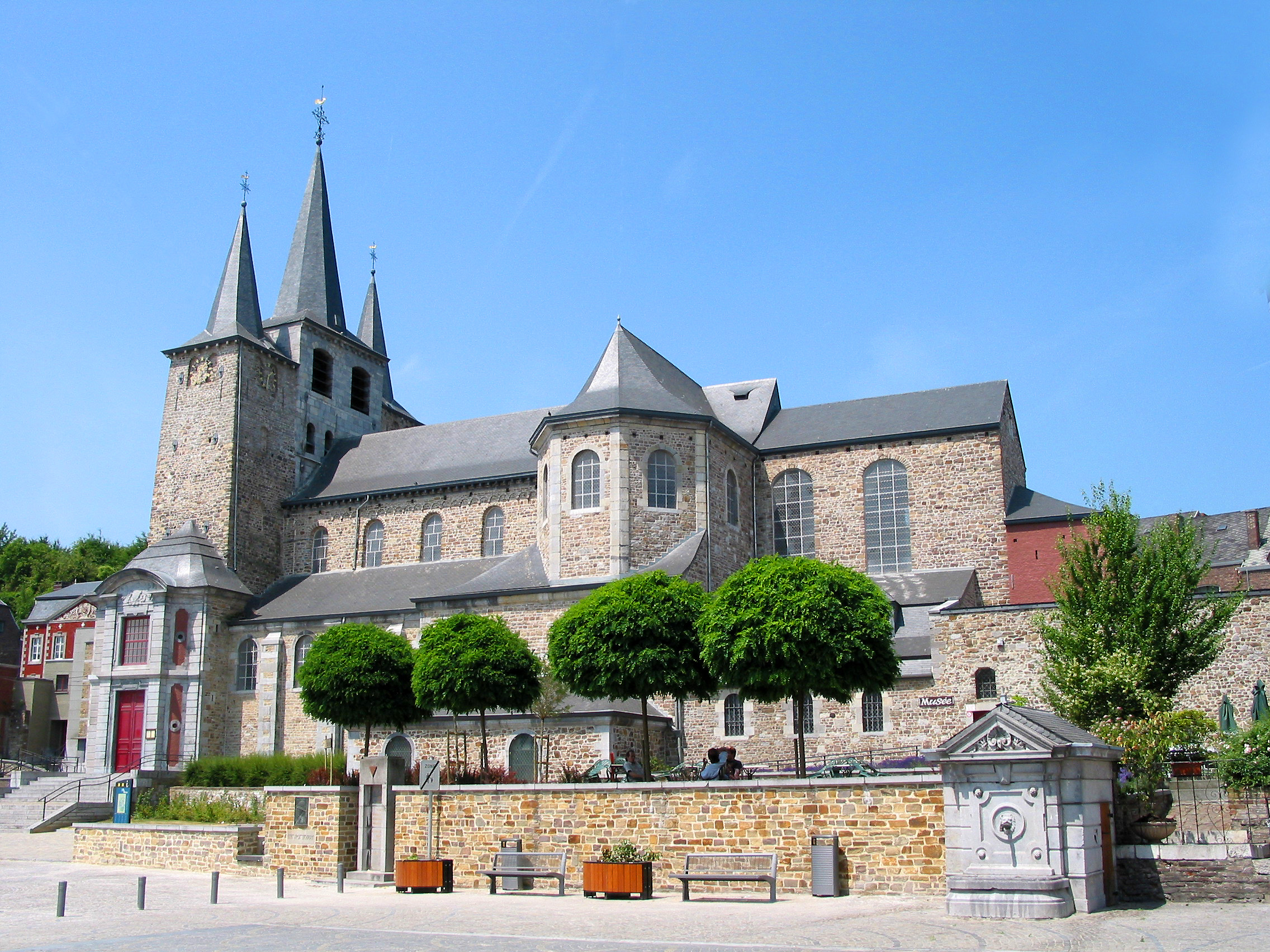
Collégiale Saint-Georges et Sainte-Ode d'Amay

## Principaux lieux d'exposition
Les musées wallons abritent des collections d'art mosan de premier plan.
- Grand Curtius,
- Trésor d'Hugo d'Oignies,
- Trésor de la cathédrale de Liège,
- Trésor de la collégiale Notre-Dame de Huy,
- Trésor de l'église Saint-Sébastien de Stavelot,
- Trésor de la basilique Saint-Materne de Walcourt,
- Trésor de la cathédrale Notre-Dame de Tournai,
- Musée du séminaire de Tournai.

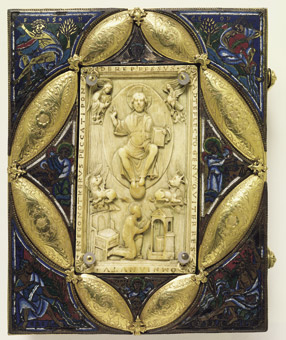
Évangéliaire de Notger, Ivoire du Xe siècle, émail du XIIe siècle, Liège, Grand Curtius
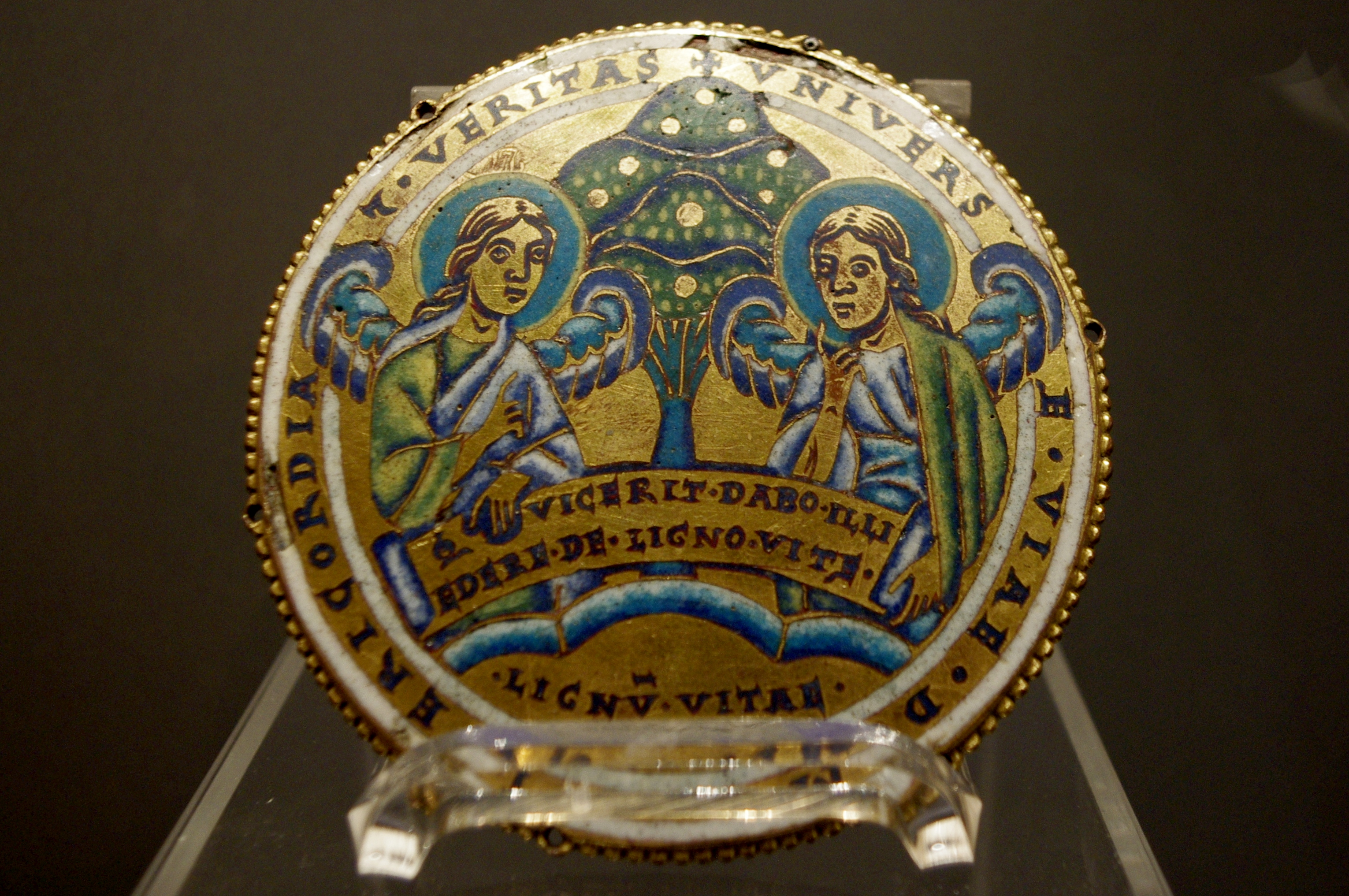
Médaillon émaillé "L'arbre de vie", vers 1160, Trésor de la collégiale Notre-Dame de Huy.
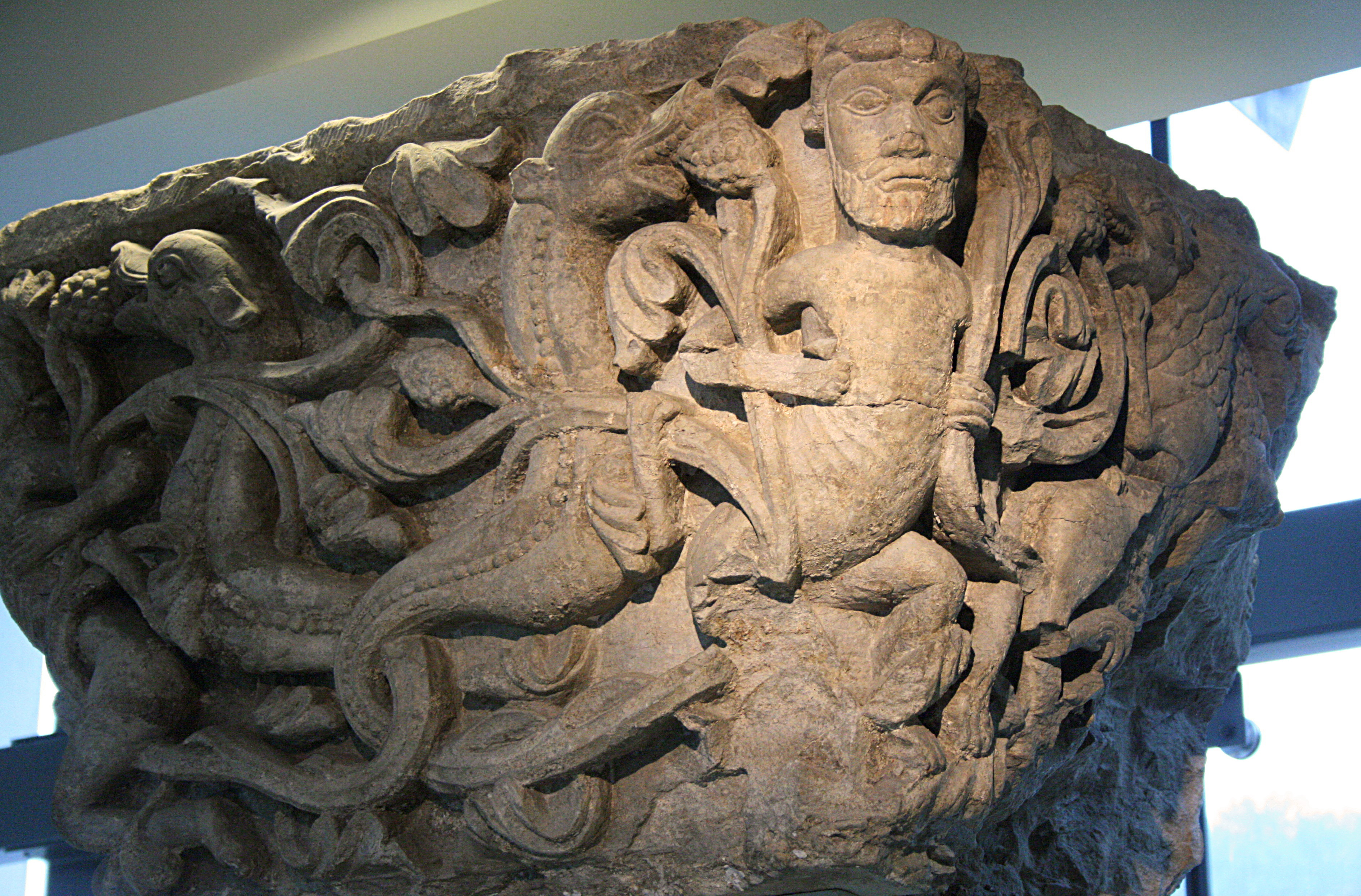
Chapiteau de la cathédrale Saint-Lambert de Liège, Liège, Grand Curtius.
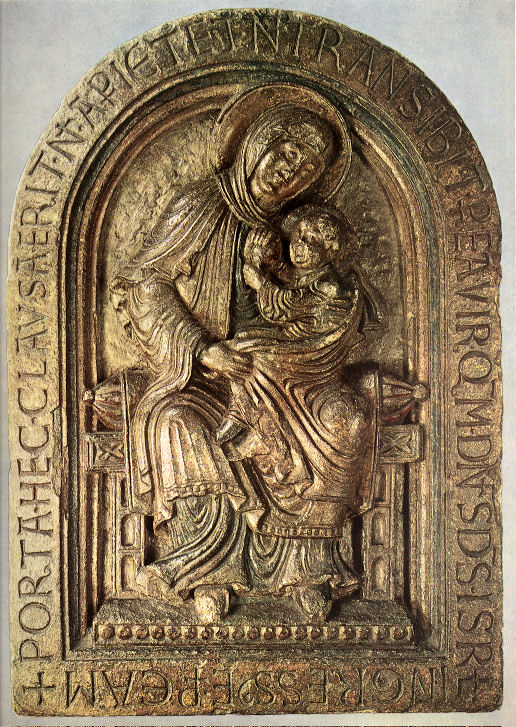
Vierge de Dom Rupert, Liège, Grand Curtius.
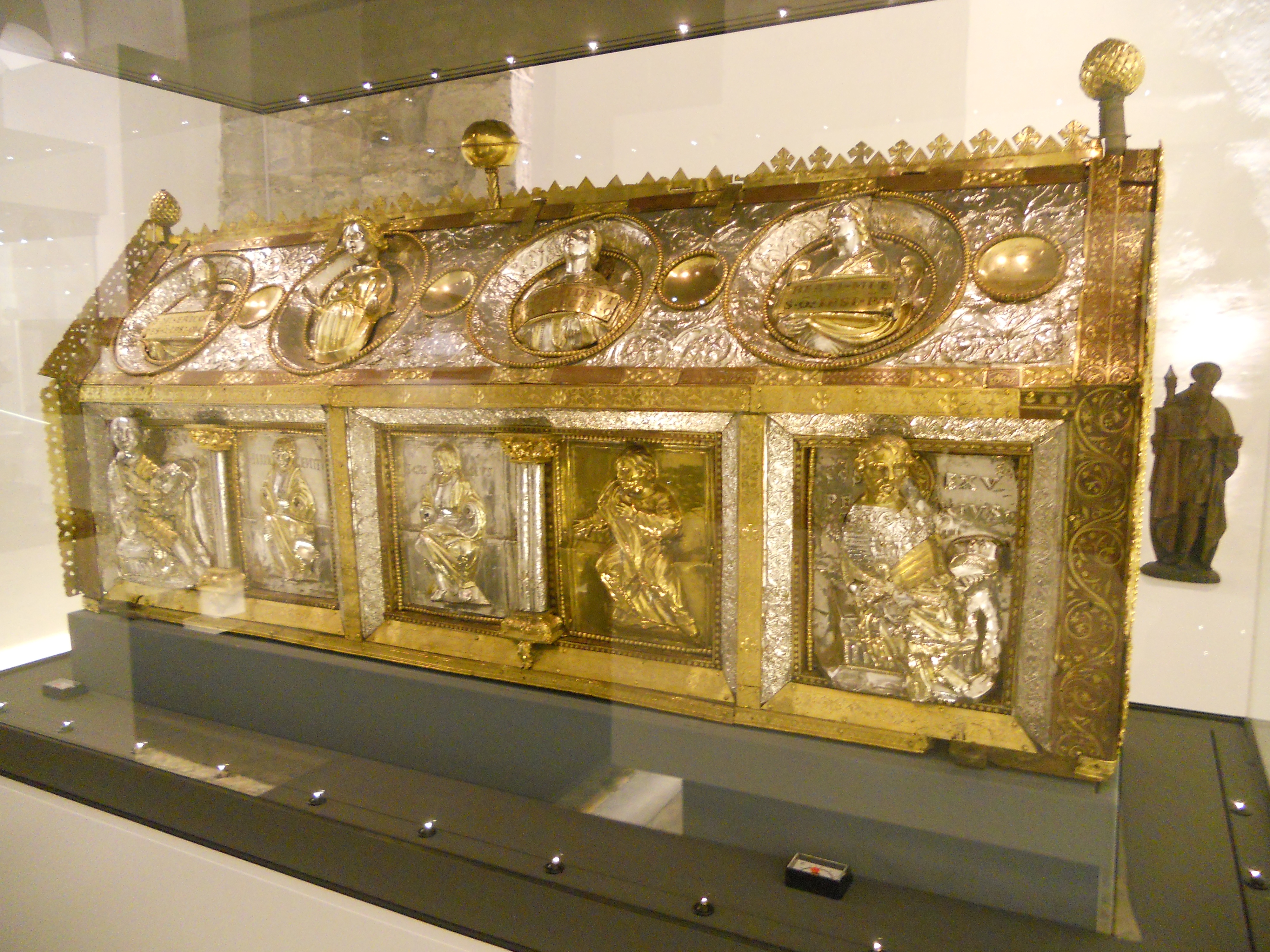
Châsse de saint Mengold, Art mosan, réalisée vers 1172-1173, attribuée à Godefroy de Huy, Trésor de la Collégiale Notre-Dame de Huy.
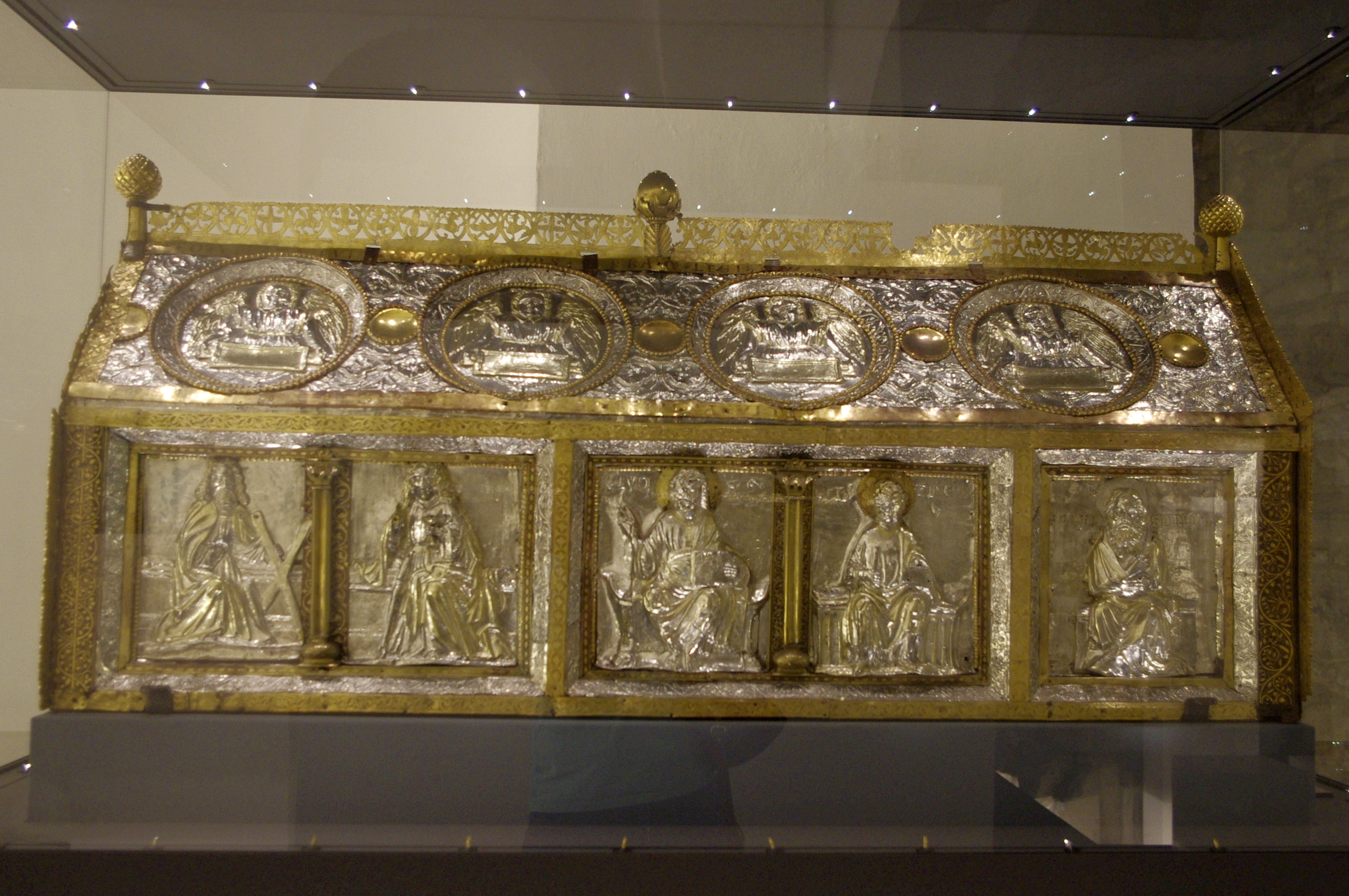
Châsse de saint Domitien, Art mosan, réalisée vers 1173, attribuée à Godefroy de Huy, Trésor de la collégiale Notre-Dame de Huy.
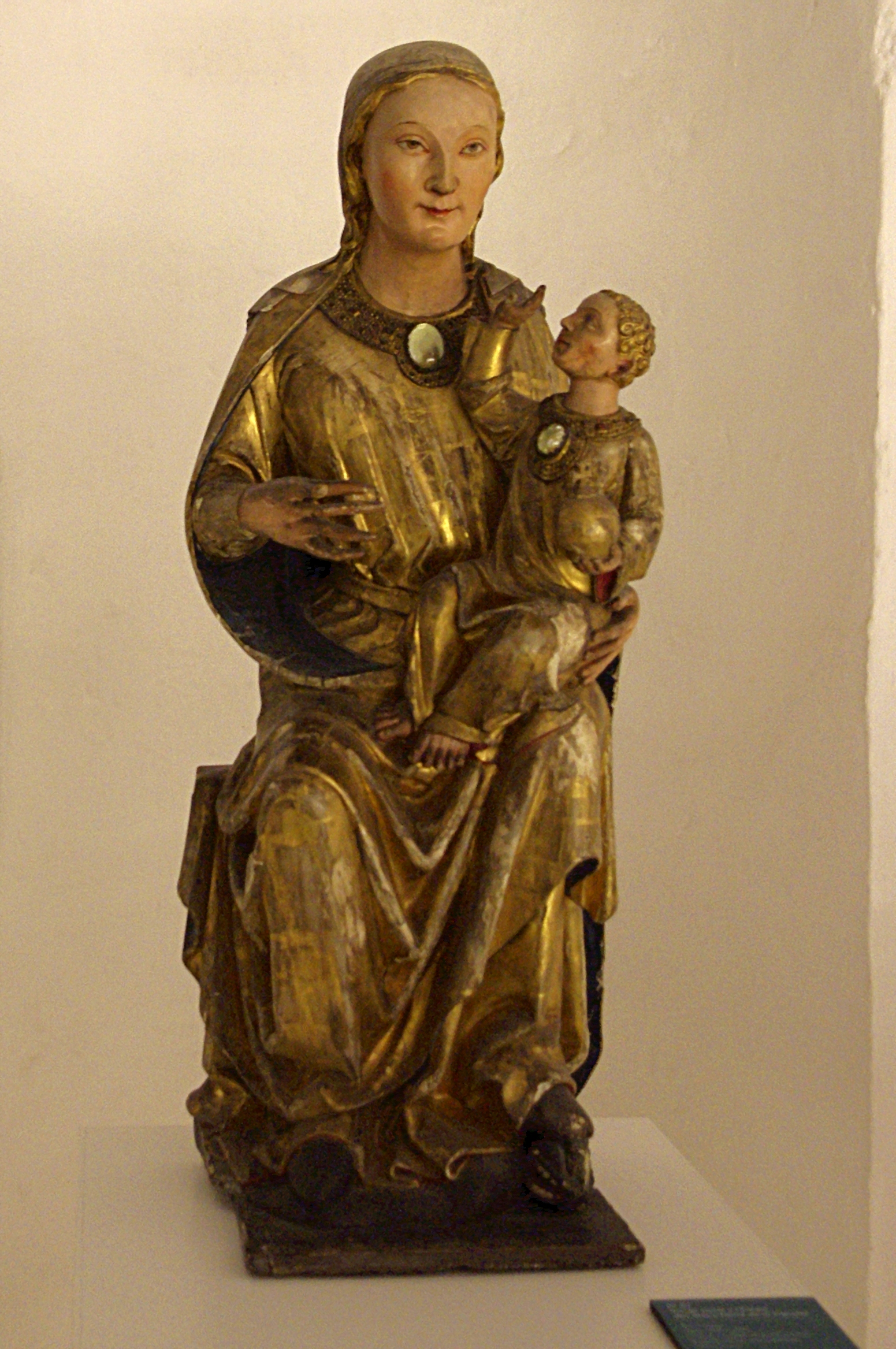
Vierge assise à l'Enfant, dite Notre-Dame de la vignette, vers 1250-1260, en chêne polychrome, Trésor de la collégiale Notre-Dame de Huy.
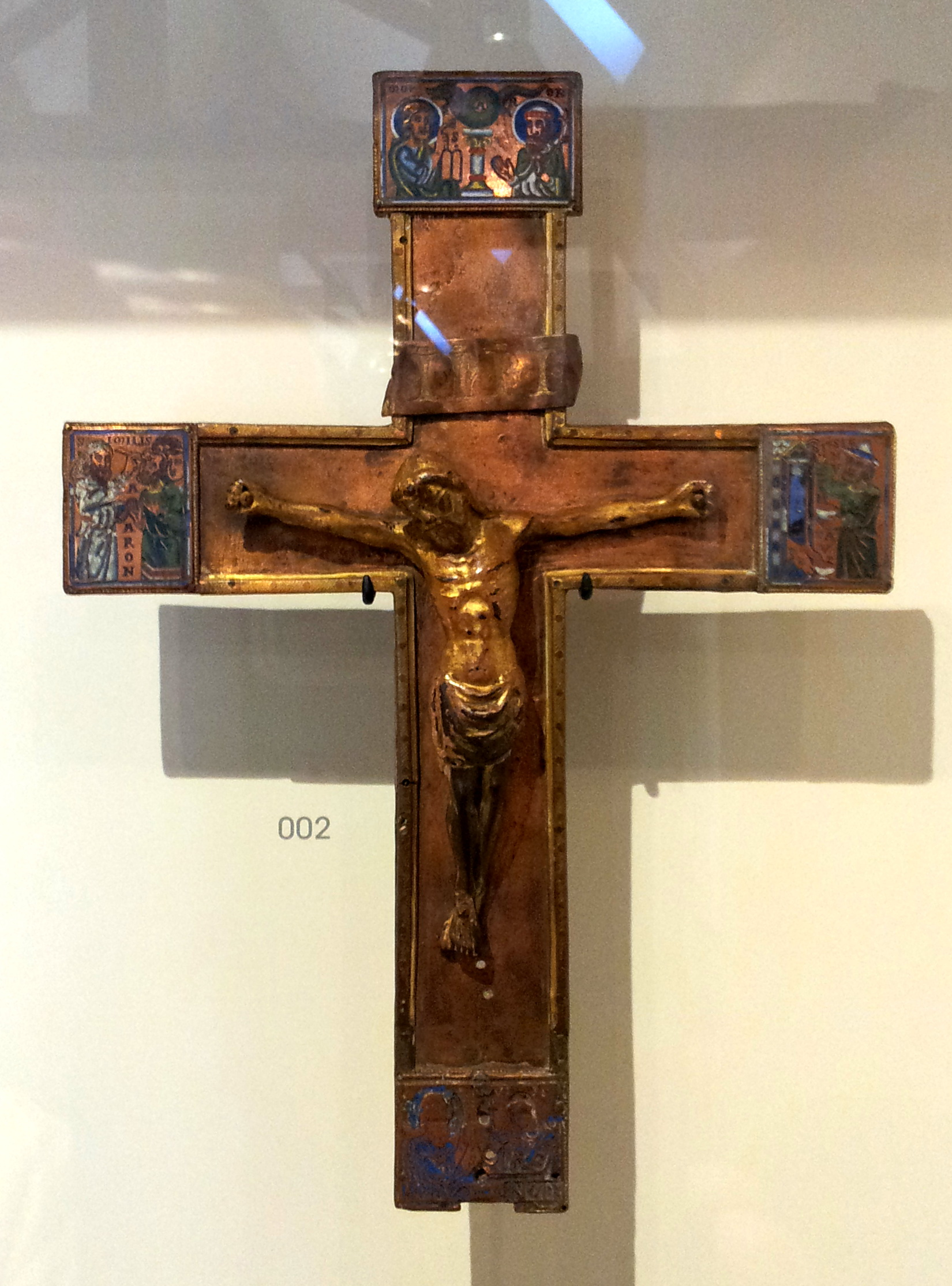
Croix dite de Kemexhe, 1150-70), Trésor de la cathédrale de Liège.
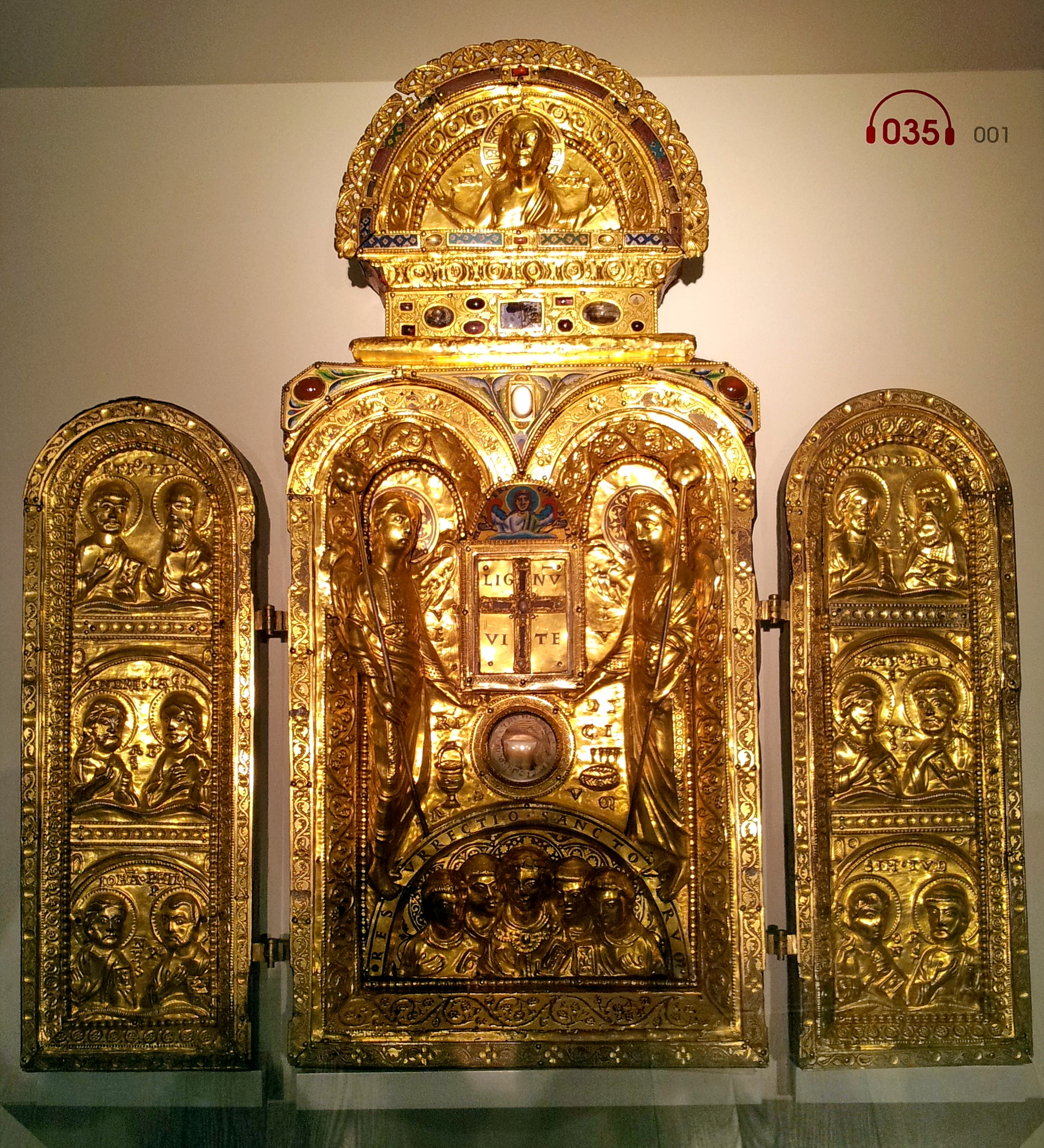
Triptyque de la Sainte Croix, 1160-70, Liège, Grand Curtius.
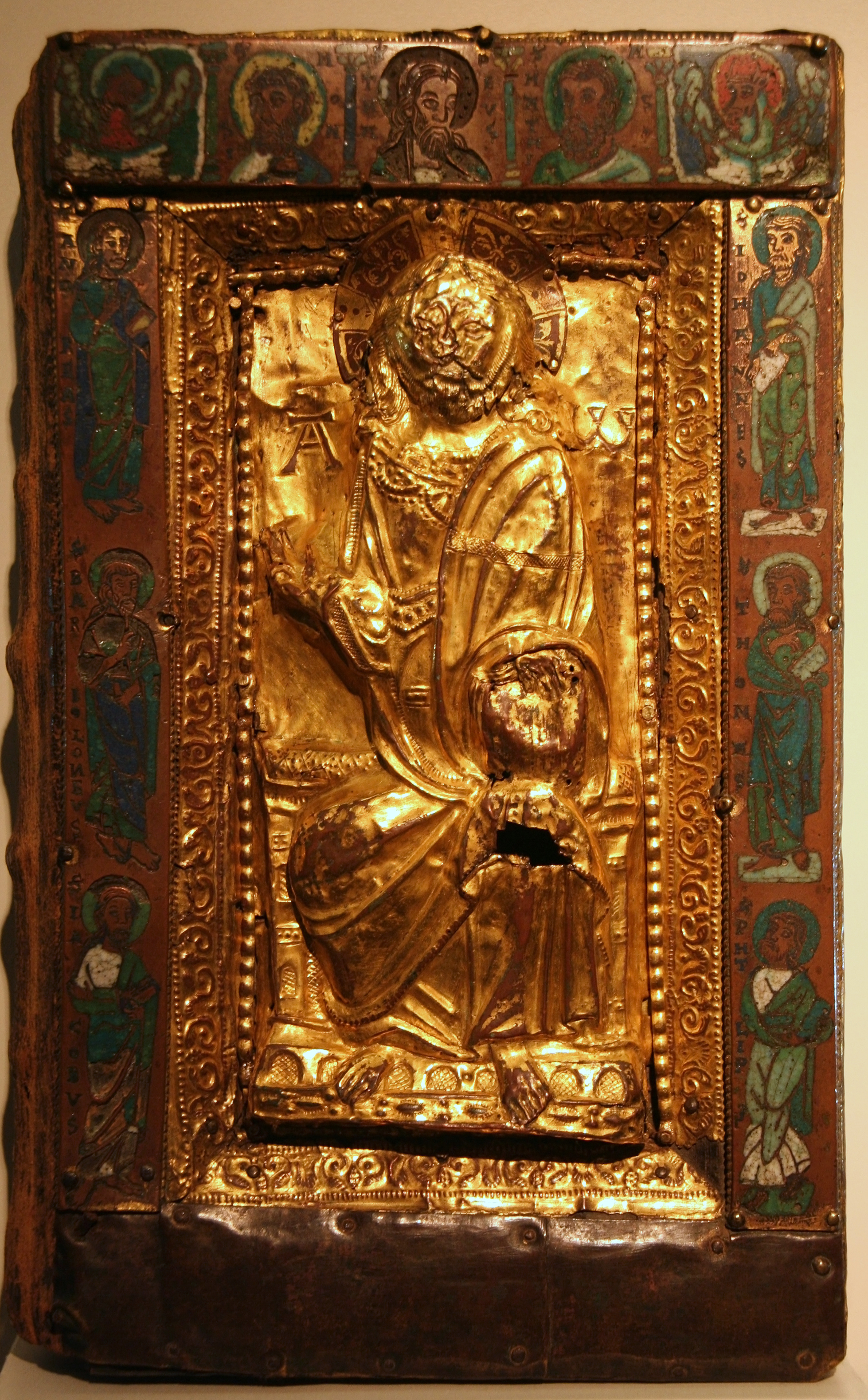
Évangéliaire d'Arenberg, Liège, Grand Curtius.
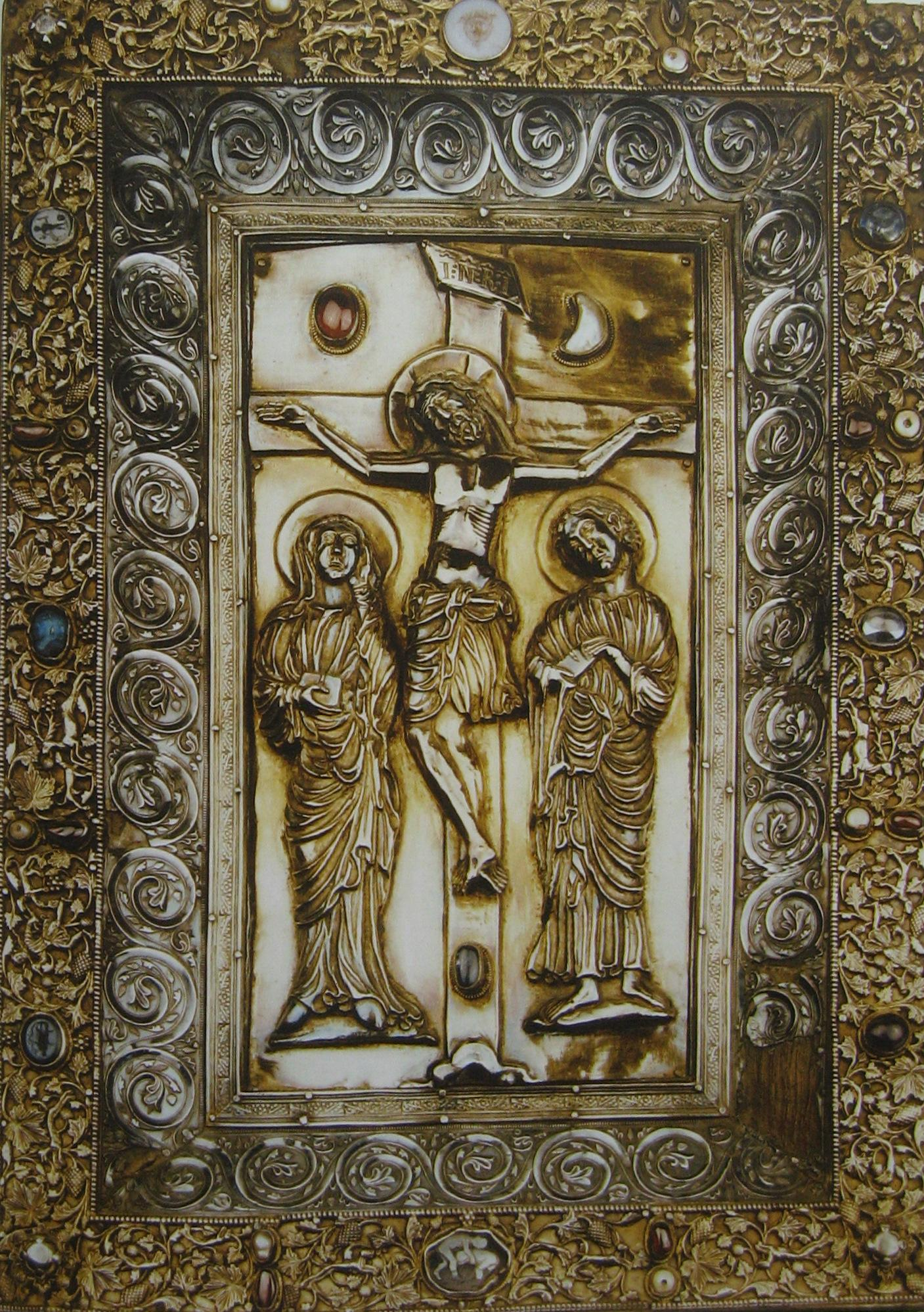
Reliure d'un évangéliaire par Hugo d'Oignies, 1228-1230, Trésor d'Hugo d'Oignies, Namur
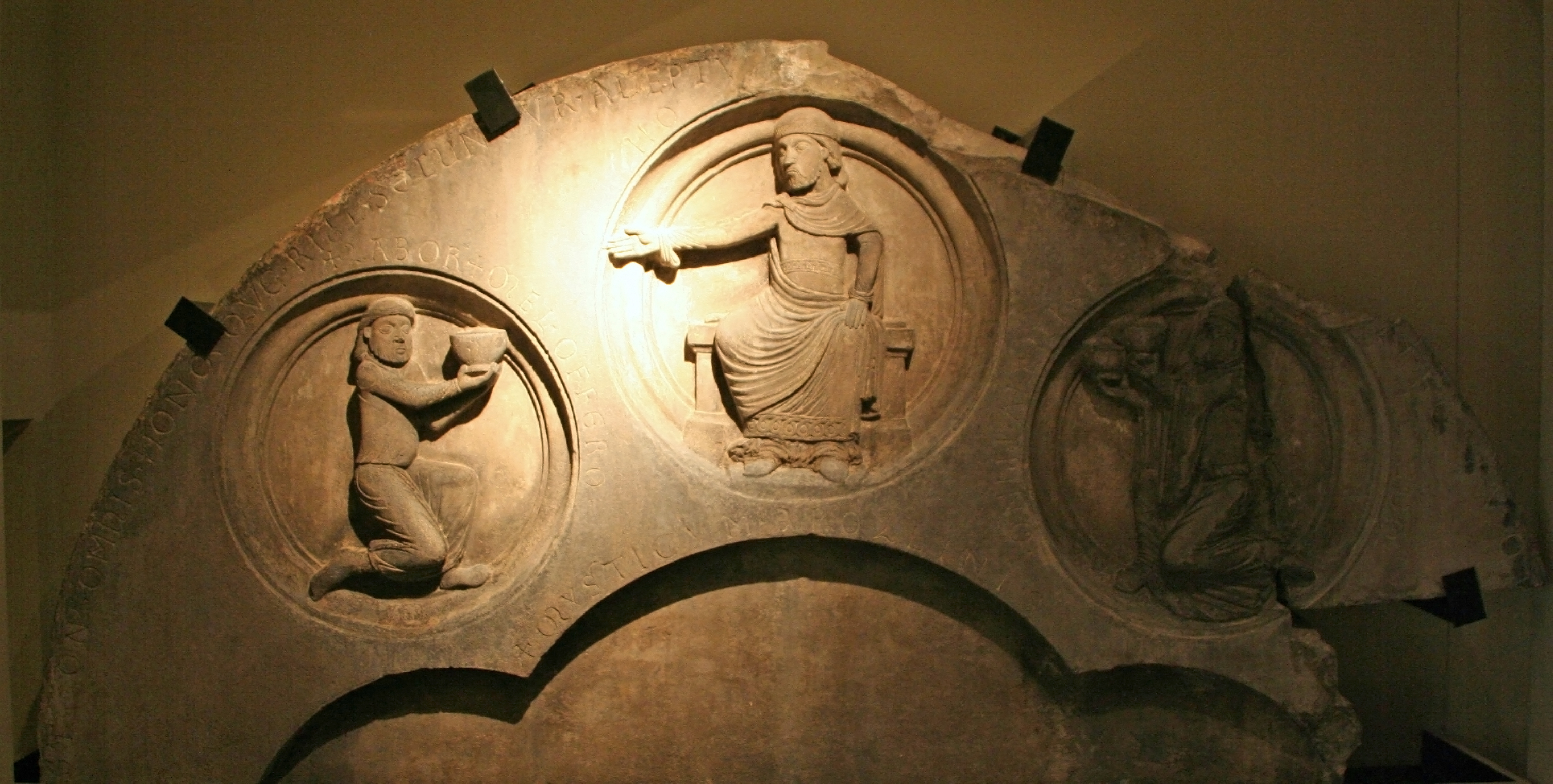
Liège, Grand Curtius. Tympan d'Apollon
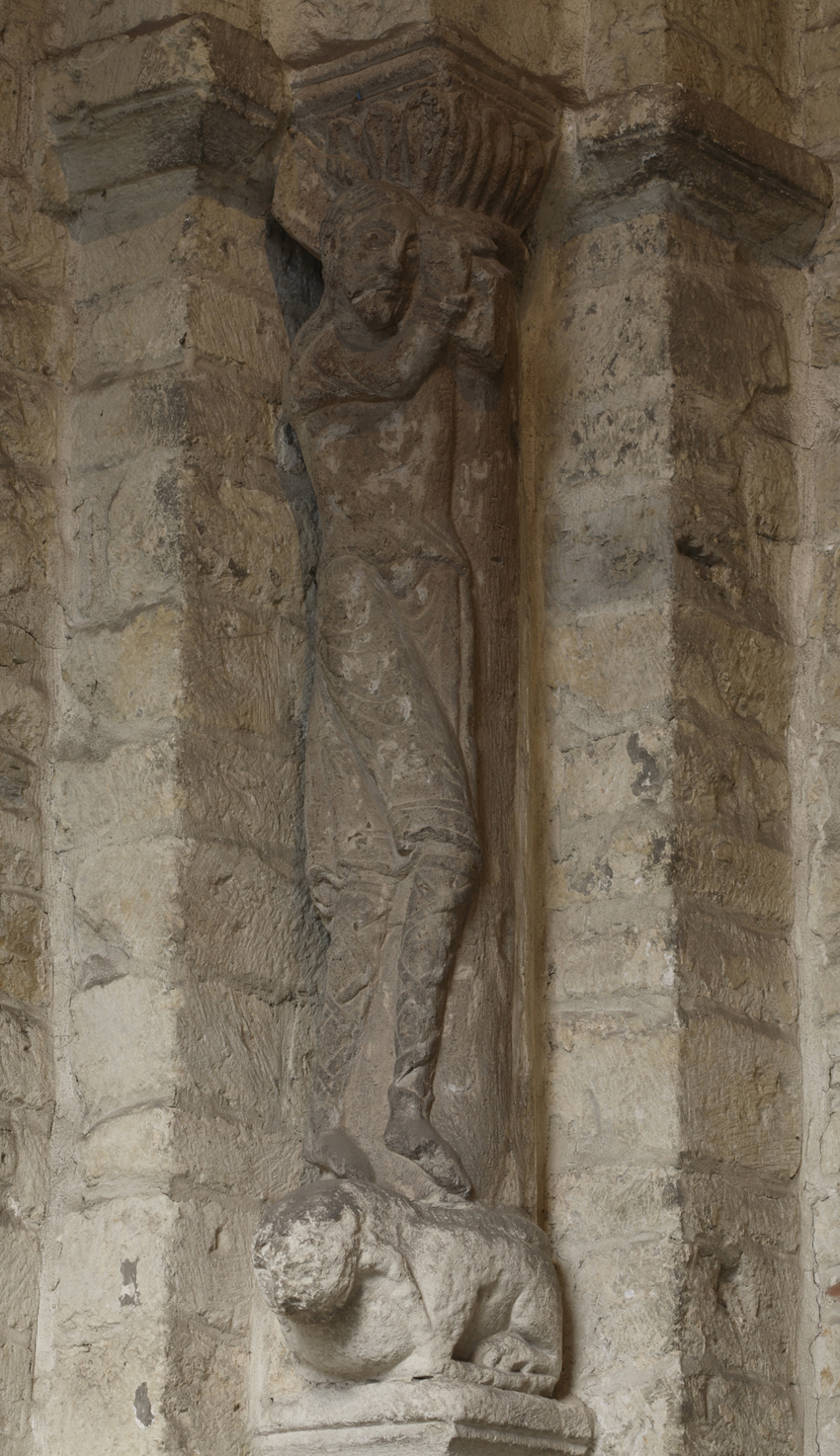
Nivelles, Collégiale Sainte Gertrude
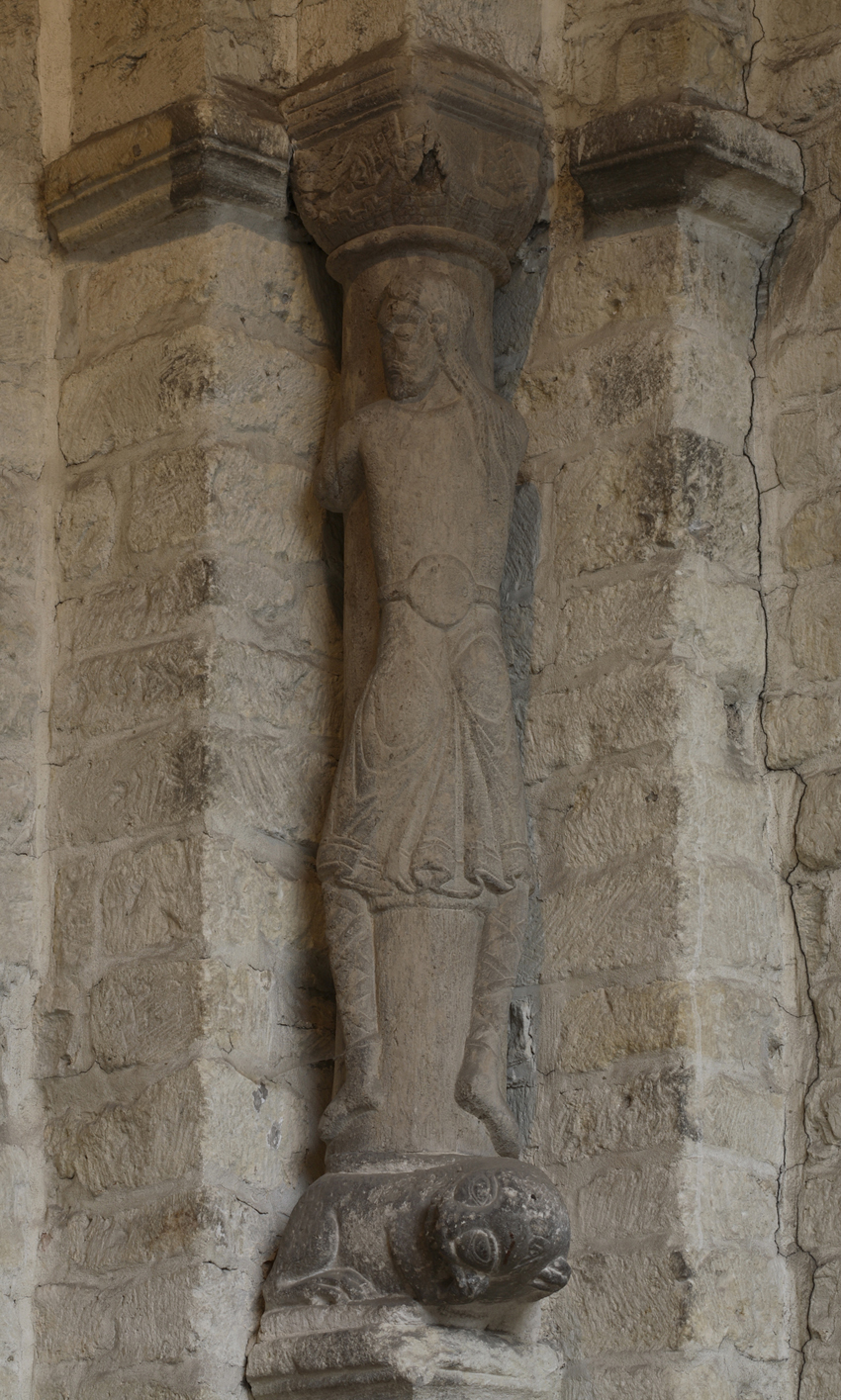
Nivelles, Collégiale Sainte Gertrude
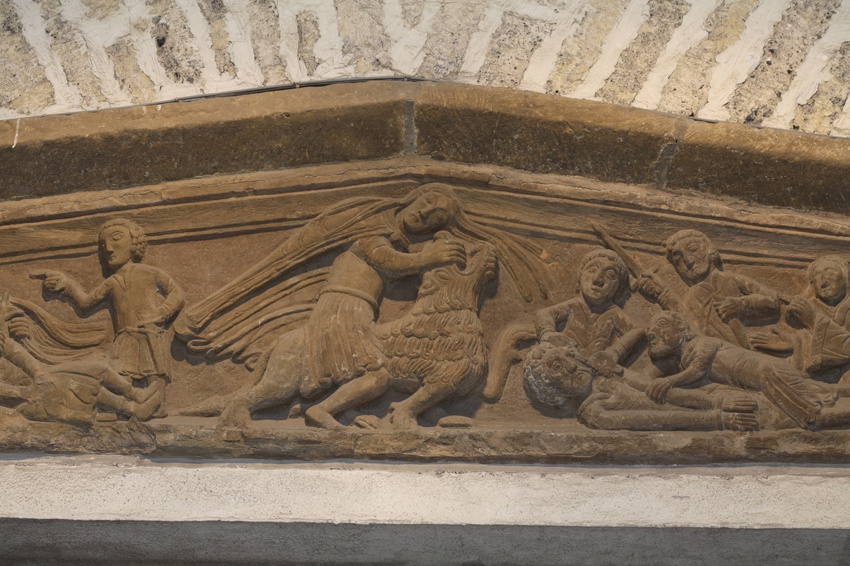
Nivelles, Collégiale Sainte Gertrude
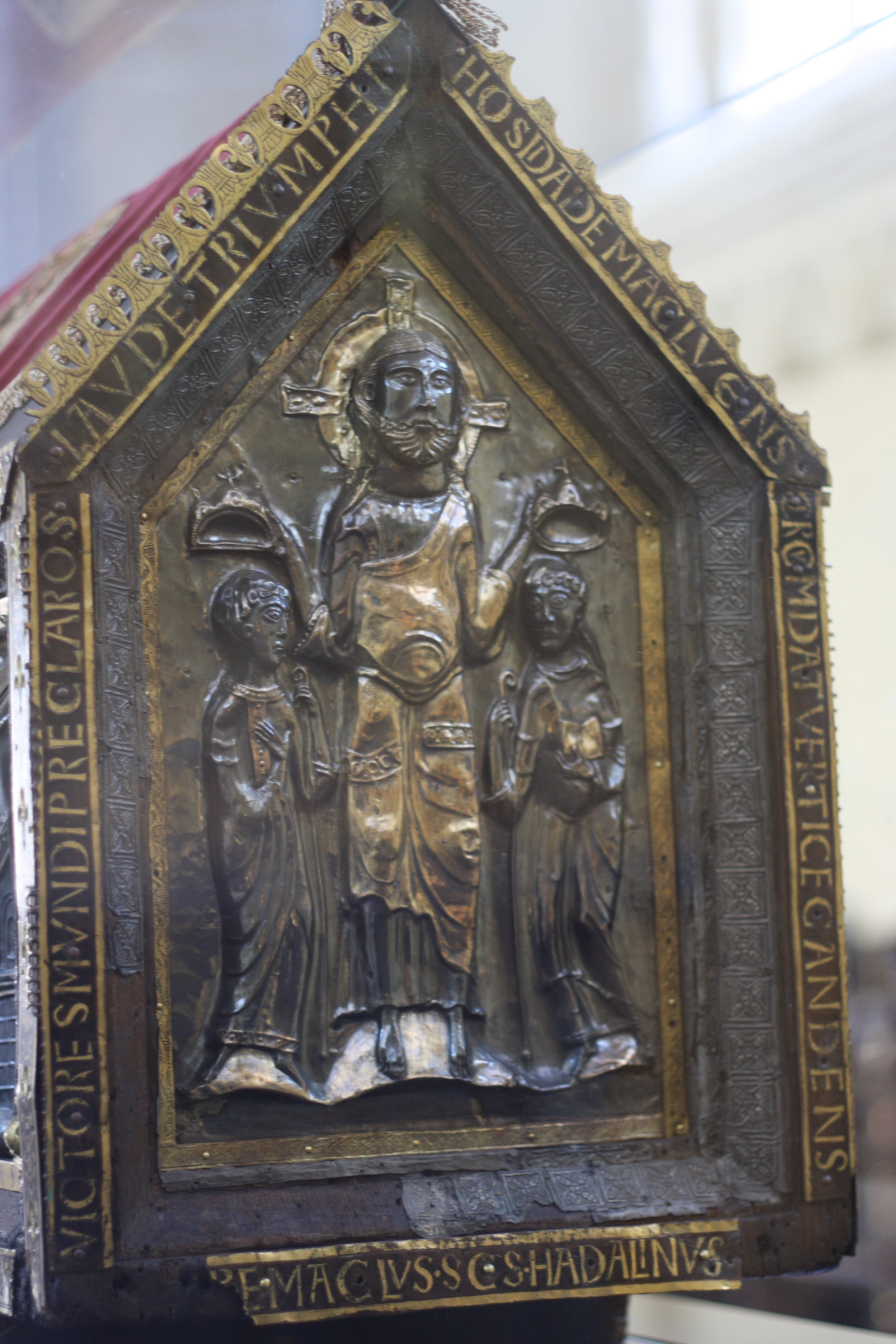
Visé, Châsse de saint Hadelin, Art mosan, Eglise Saint-Martin
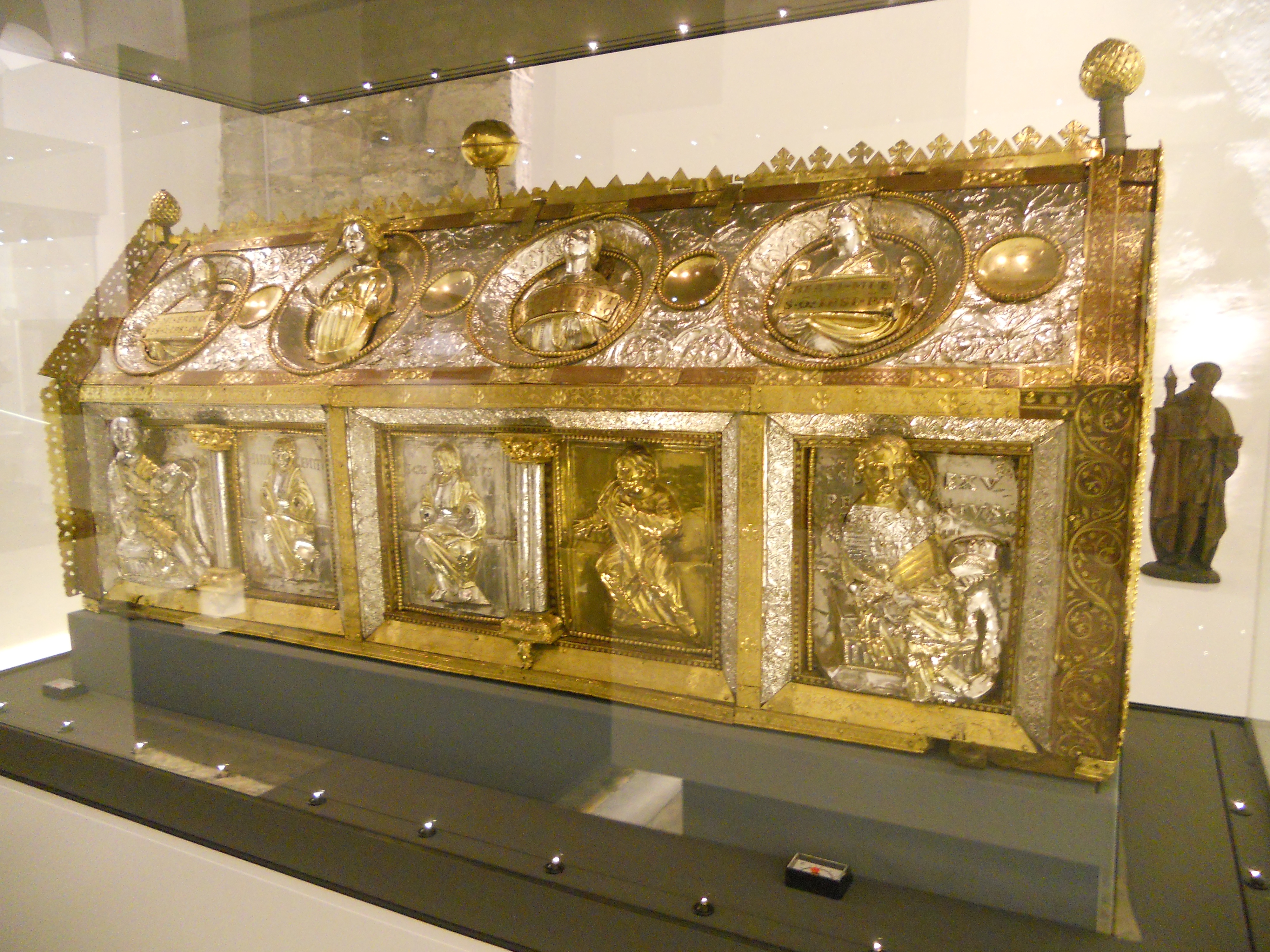
Châsse de saint Mengold, réalisée vers 1172-1173, attribuée à Godefroy de Huy
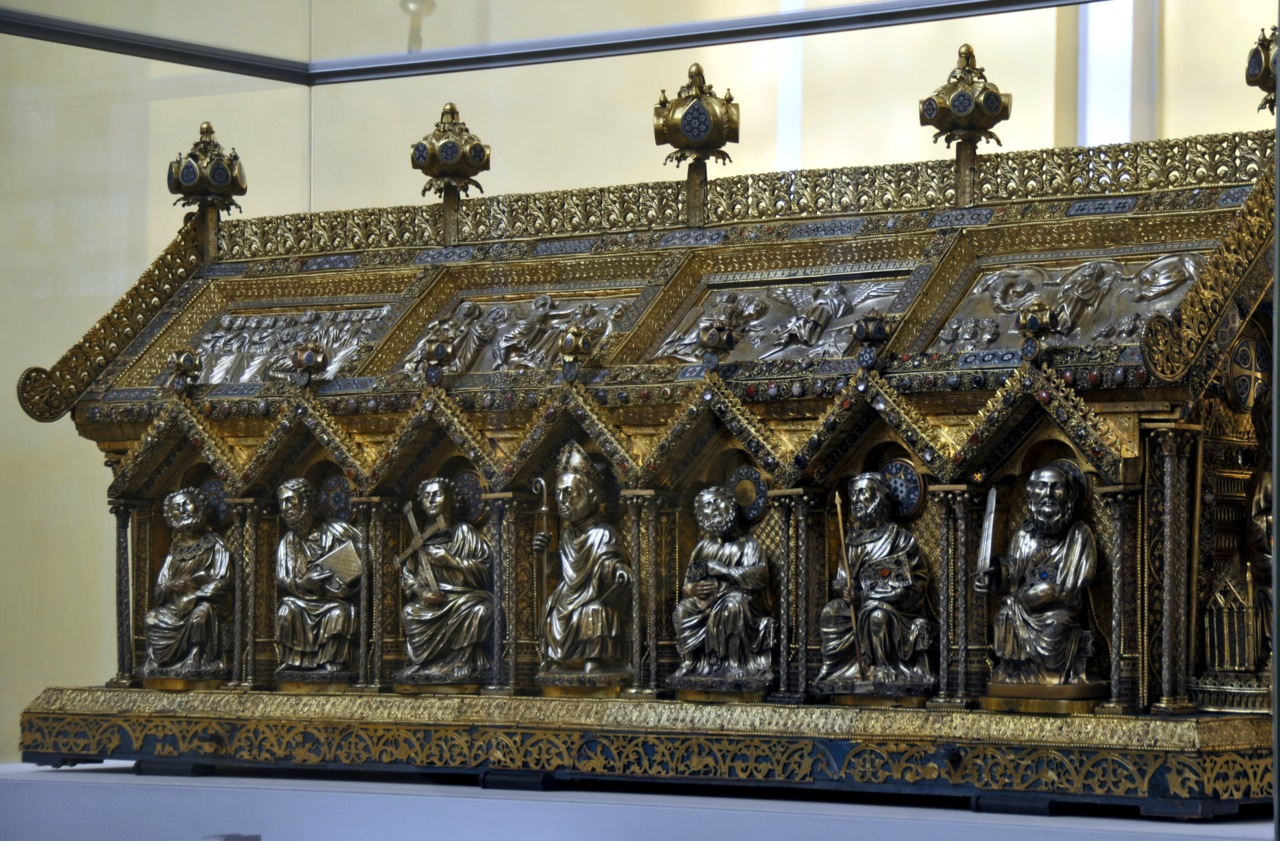
Stavelot, Châsse de saint Remacle,Église Saint-Sébastien
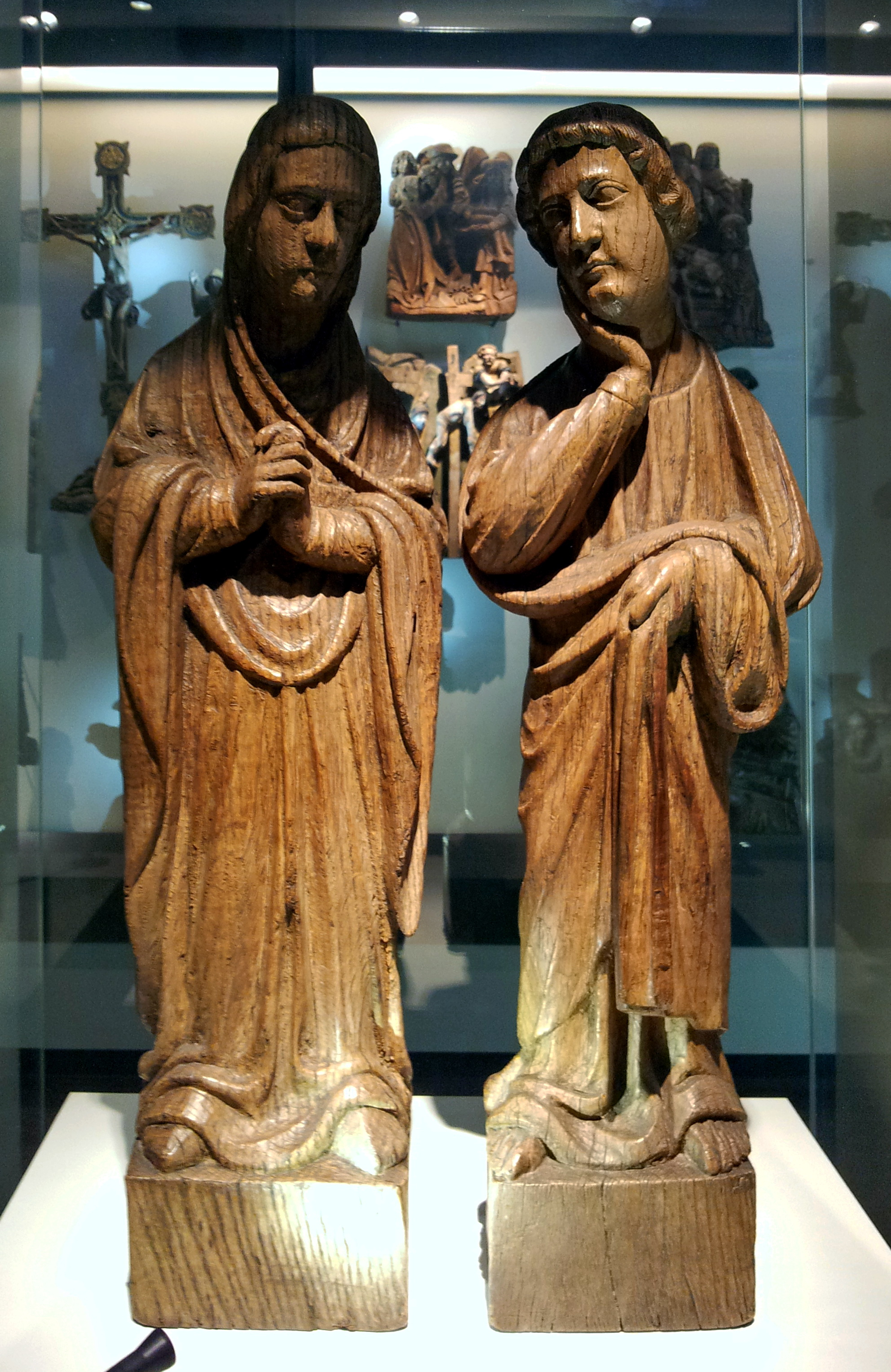
Vierge et Saint Jean (chêne, 1230-40), Liège, Grand Curtius
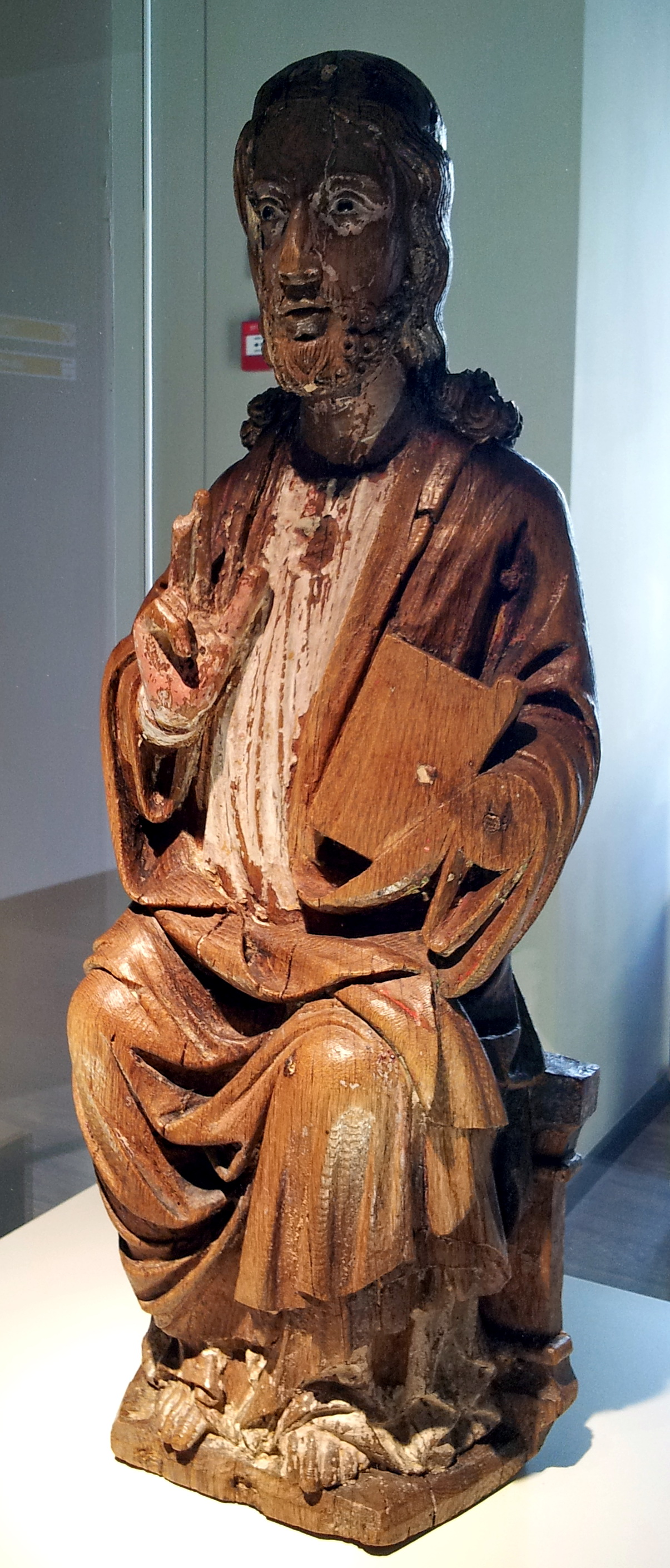
Christ en majesté dit de Rausa (chêne, 1230-40) Liège, Grand Curtius